# ウィーン条約 (1864年)

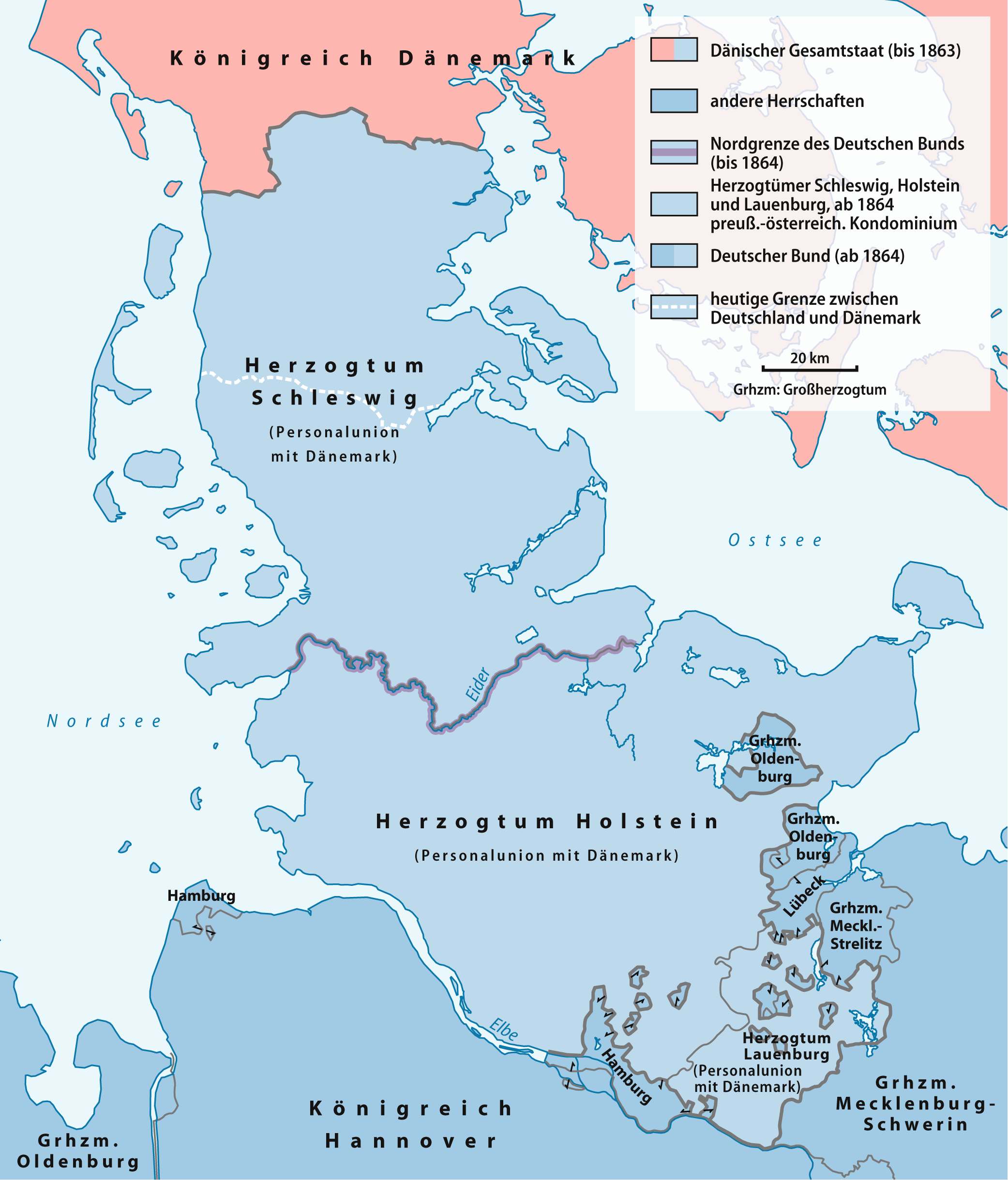
ウィーン条約による領土変更を示した地図。

ウィーン条約（ウィーンじょうやく、デンマーク語: Freden i Wien、ドイツ語: Frieden von Wien）は、1864年10月30日に締結された、第二次シュレースヴィヒ＝ホルシュタイン戦争の講和条約。オーストリア帝国、プロイセン王国、デンマーク王国の間で締結されたこの条約では、プロイセンがシュレースヴィヒ公国を、オーストリアがホルシュタイン公国を管理することが定められた。やがて両公国の管理をめぐってプロイセンとオーストリアの間で紛争がおき、普墺戦争へとつながった。